# Секция (музыка)

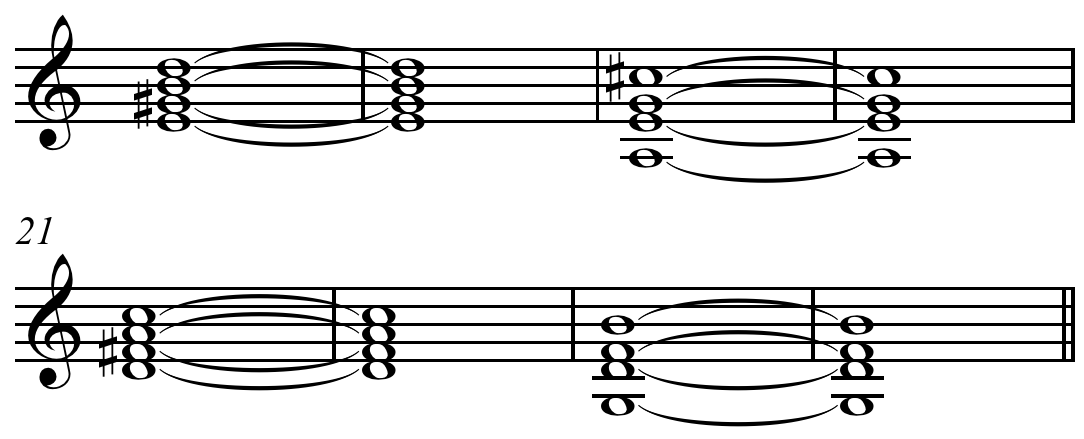
Бридж ритмической последовательности (секция B AABA форма) в тональности До.

В музыке секция — это законченная, но не независимая, музыкальная идея. Секции включают в себя: вступление или интро, экспозицию, разработку, репризу, куплет, припев, хор или рефрен, заключение, коду или концовка, фейдер, бридж или интерлюдию. В секционных формах таких как бинарная, большая часть (формы) разделена на различные маленькие четкие единицы (секции) в комбинации, аналогичной строфам в поэзии или что-то вроде складывающегося лего.
Некоторые хорошо известные песни состоят только из одной или двух секций, к примеру, «Jingle Bells» содержит куплет («Dashing through the snow…») и припев («Oh, jingle bells…»). Она может содержать «дополнительные составляющие»: такие как вступление и/или концовка, особенно когда аккомпанируется инструментами (играет пианино, а потом: «Dashing…»).
Секция — это «главная структурная единица, воспринимаемая как результат совпадения огромного количества схожих структурных феноменов». Эпизод может тоже относиться к секции.
Пассаж — это музыкальная идея, которая может или не может быть законченной или независимой. К примеру, фил, рифф и все секции.
Музыкальный материал — это музыкальная идея, законченная или нет, независимая или нет, включающая мотивы.